# Cryptanura maculipennis
Cryptanura maculipennis är en stekelart som först beskrevs av Taschenberg 1876.  Cryptanura maculipennis ingår i släktet Cryptanura och familjen brokparasitsteklar. Inga underarter finns listade i Catalogue of Life.